# 特里堡
特里堡（法語：Trie-Château，法語發音：[tʁi ʃato]）是法国瓦兹省的一个市镇，属于博韦区。该市镇于2018年由原特里堡与市镇维莱叙特里合并而成。

## 地理
特里堡（49°17'5"N, 1°49'16"E）面积13.34 平方千米，位于法国上法蘭西大區瓦兹省，该省份为法国北部内陆省份，北起索姆省，西接厄尔省和滨海塞纳省，南至塞纳-马恩省和瓦兹河谷省，东临埃纳省。
与特里堡接壤的市镇（或旧市镇、城区）包括：弗拉瓦库尔、埃南库尔莱阿日、特里城、韦克桑地区肖蒙、德兰库尔、尚博尔、日索尔、埃普特河畔埃拉尼。
特里堡的时区为UTC+01:00、UTC+02:00（夏令时）。

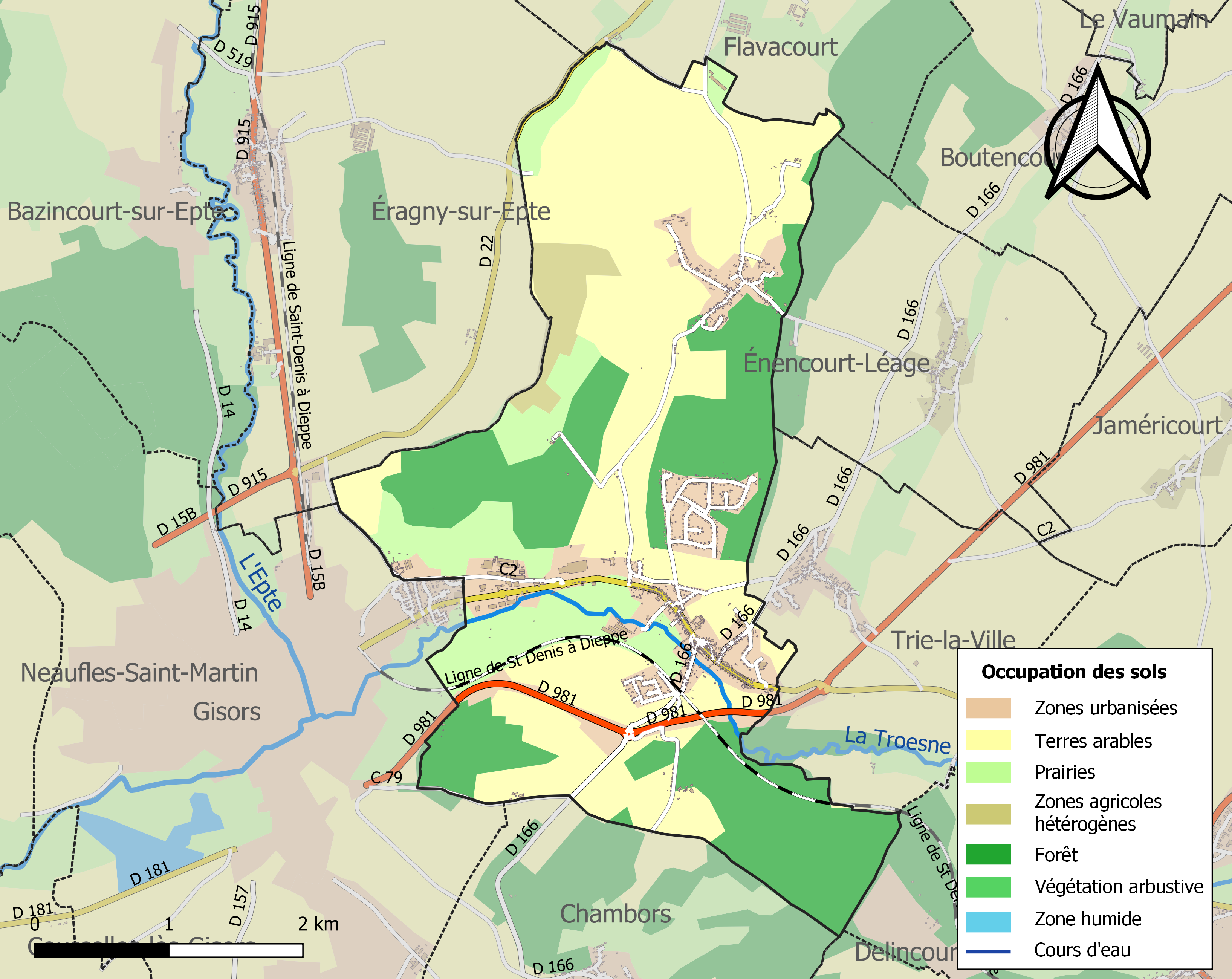
特里堡的OSM定位图

## 行政
特里堡的邮政编码为60590，INSEE市镇编码为60644。

## 政治
特里堡所属的省级选区为韦克桑地区肖蒙县。

## 人口

1962-2008年间特里堡人口变化图示

特里堡于2022年1月1日时的人口数量为1878人。